# Yutaka Takahashi
Yutaka Takahashi (født 29. september 1980) er en japansk tidligere professionel fodboldspiller.
Han har spillet for flere forskellige klubber i sin karriere, herunder Sanfrecce Hiroshima og Avispa Fukuoka.